# Sant Vicenç de Foix
Sant Vicenç de Foix és una capella romànica de Lladurs (Solsonès) protegida com a Bé Cultural d'Interès Local.

## Descripció
Es tracta d'una petita capella situada en un entorn boscós davant la masia Foix a l'entitat de població dels Torrents-Vilanova de Lladurs. La capella és d'una nau de planta rectangular amb absis semicircular asimètric, més estret en un dels costats, que presenta volta de canó. La coberta de la nau és a doble vessant amb el carener perpendicular a la façana principal. Situada sobre una roca s'hi accedeix a través d'un esglaonament de pedra. Està bastida amb murs de pedres treballades unides amb morter de diferents mides, més grans i escairades al portal i a les cantonades. En algunes zones del mur les pedres estan disposades en opus spicatum. A la façana principal destaca el portal d'arc pla de grans dimensions que està reculat respecte del plom de la façana. L'extrem del carener que dona a la façana principal està coronat per una esvelta creu amb els braços trilobulats.

## Història
Es tracta d'una construcció preromànica, probablement del segle x, tot i que va ser reconstruïda posteriorment d'estil romànic. Després d'anys d'enrunament, es troba restaurada.